# Велецкий, Франтишек
Франтишек Велецкий известный, как Феро Велецкий (словац. František Velecký; 8 марта 1934, Зволен, Чехословакия — 5 октября 2003, Братислава, Словакия) — словацкий и чехословацкий актёр театра и кино.

## Биография
После окончания инженерно-строительной школы, работал конструктором Братиславского проектного института (1951 – 1964). Уже будучи студентом, пытался заняться актёрским творчеством. В начале 1960-х годов начал сниматься в кино, работал внештатным актёром. Хотя Ф. Велецкий никогда не получал формального актёрского образования, снискал большую популярность, как со стороны кинематографистов, так и со стороны зрителей . Как профессиональный театральный актёр, в 1980-1982 годах работал в составе Молодежного театра в Спишска-Нова-Вес.
Сыграл более чем в 50 фильмах чешского, словацкого, венгерского и англо-американского производства. Играл в основном роли сильных, темпераментных, роковых мужчин, часто отрицательных героев.
Умер от рака.

### Избранная фильмография
- 2005 — Братья Гримм
- 2004 — Луиза Сан-Феличе
- 2003 — Сентимент
- 2003 — Желары
- 1988 — Живая вода
- 1985 — На другом берегу — свобода
- 1985 — Другая любовь
- 1974 — Любовь моя, Электра
- 1973 — Преступление в гостинице
- 1973 — Попутный ветер / Větrné moře (СССР, Чехоловакия) — Монташев, владелец нефтяной компании
- 1972 — Ловкость рук, Ваше Величество!
- 1972 — Красный псалом
- 1971 — Принц Баяя
- 1969 — Пражские ночи
- 1968 — Следы ведут в пропасть
- 1967 — Маркета Лазарова